# Louis Blanc (métro de Paris)
Pour les articles homonymes, voir Blanc (homonymie) et Louis Blanc (homonymie).
Louis Blanc est une station des lignes 7 et 7 bis du métro de Paris, située dans le 10e arrondissement de Paris. Elle a la particularité d'être constituée de deux stations à quai central dont l'une est située nettement plus profondément dans le sol que l'autre.

## Situation
La station est implantée sous l'intersection de la rue Louis-Blanc avec la rue La Fayette, d'une part, et la rue du Faubourg-Saint-Martin, d'autre part. Établis sur deux niveaux, les quais sont constitués :
- d'une demi-station dite « supérieure », desservie par la ligne 7 en direction de Mairie d'Ivry et Villejuif - Louis Aragon ainsi que par la ligne 7 bis dont elle constitue le terminus occidental depuis Pré Saint-Gervais, se situant sous la rue La Fayette ;
- d'une demi-station dite « inférieure », uniquement desservie par la ligne 7 en direction de La Courneuve - 8 Mai 1945, se trouvant sous la rue du Faubourg-Saint-Martin, à une profondeur plus importante que la première.

Bien que ces deux demi-stations ne soient pas parallèles, chacune d'elles est orientée approximativement selon un axe nord-est/sud-ouest. Sur la ligne 7, Louis Blanc s'intercale entre les stations Stalingrad et Château-Landon, tandis qu'elle est précédée ou suivie (selon le sens de circulation) par la station Jaurès sur la ligne 7 bis.
Compte tenu de son ancien statut de point de bifurcation, les voies de la ligne 7 bis s'embranchent sur celles de la ligne 7 à la sortie de la station, en direction du centre de Paris. Afin d'éviter un cisaillement, le tunnel à double voie de la ligne 7 bis enjambe la voie la ligne 7 en direction de La Courneuve - 8 Mai 1945 en amont de la station supérieure.

## Histoire
La station est ouverte le 23 novembre 1910, soit presque trois semaines après la mise en service du premier tronçon de la ligne 7 entre Opéra et Porte de la Villette, le 5 novembre précédent. Jusqu'alors, les rames de métro la traversaient sans y marquer l'arrêt. Le service en direction de Pré-Saint-Gervais ne débute qu'à partir du 18 janvier 1911 en raison de difficultés de construction de la ligne vers ce terminus supplémentaire, bien que sa réalisation fut concédée avant celle de l'autre branche.
La station doit sa dénomination à sa proximité avec la rue Louis-Blanc, laquelle rend hommage à l’homme politique Louis Jean Joseph Blanc (1811-1882), journaliste et historien français.
Le 3 décembre 1967, l'antenne vers ou depuis Pré-Saint-Gervais de la ligne 7 est isolée du reste de la ligne, et exploitée depuis lors comme ligne indépendante sous l'indicatif « 7 bis ». Ce débranchement est décidé en raison de sa moindre fréquentation par rapport à l'antenne vers Porte de la Villette, laquelle aboutit à un important terminus de lignes de bus de banlieue.
La station Louis Blanc devient alors le terminus occidental de cette nouvelle navette. De 1967 à 2004, l'arrivée des rames en provenance de Pré-Saint-Gervais est maintenue dans la station supérieure, puis elles se repositionnent dans la station inférieure par une manœuvre comprenant trois rebroussements successifs pour ensuite repartir en direction de l'est. Faisant intervenir deux conducteurs (un dans chaque loge de conduite permettant de changer de sens de circulation en quelques secondes), cette manœuvre de retournement vise à simplifier la correspondance entre les deux lignes pour les voyageurs transitant entre le centre et la périphérie de Paris. Pour ce faire, l'un des conducteurs doit quitter la rame à la station inférieure pour revenir à pied à la station supérieure.
Le 30 octobre 1973, un déraillement survient au sein de la station, provoquant 19 blessés.
Les quais sont modernisés après 1988 par l'adoption du style décoratif « Ouï-dire », de couleur jaune pour la station supérieure et verte pour la station inférieure, avec le remplacement des carreaux blancs biseautés d'origine par du carrelage blanc plat. Dans le cadre du programme « Renouveau du métro » de la RATP, les couloirs de la station sont rénovés à leur tour le 11 juillet 2004.
La même année, la manœuvre de retournement des rames de la ligne 7 bis est supprimée afin de ménager la fragilité du matériel MF 88 et de simplifier le travail des conducteurs. Depuis lors, la station inférieure n'est plus desservie par les trains de cette ligne, qui arrivent et repartent directement de la station supérieure, moyennant un seul rebroussement contre trois auparavant.

### Fréquentation
Selon les estimations de la RATP, la station a vu entrer 2 272 326 voyageurs en 2019, ce qui la place à la 228e position des stations de métro pour sa fréquentation sur 302,. En 2020, avec la crise du Covid-19, son trafic annuel tombe à 1 226 441 voyageurs, ce qui la classe alors au 209e rang, avant de remonter progressivement en 2021 avec 1 548 029 entrants comptabilisés, la reléguant toutefois à la 227e position des stations du réseau pour sa fréquentation cette année-là.

## Services aux voyageurs

### Accès

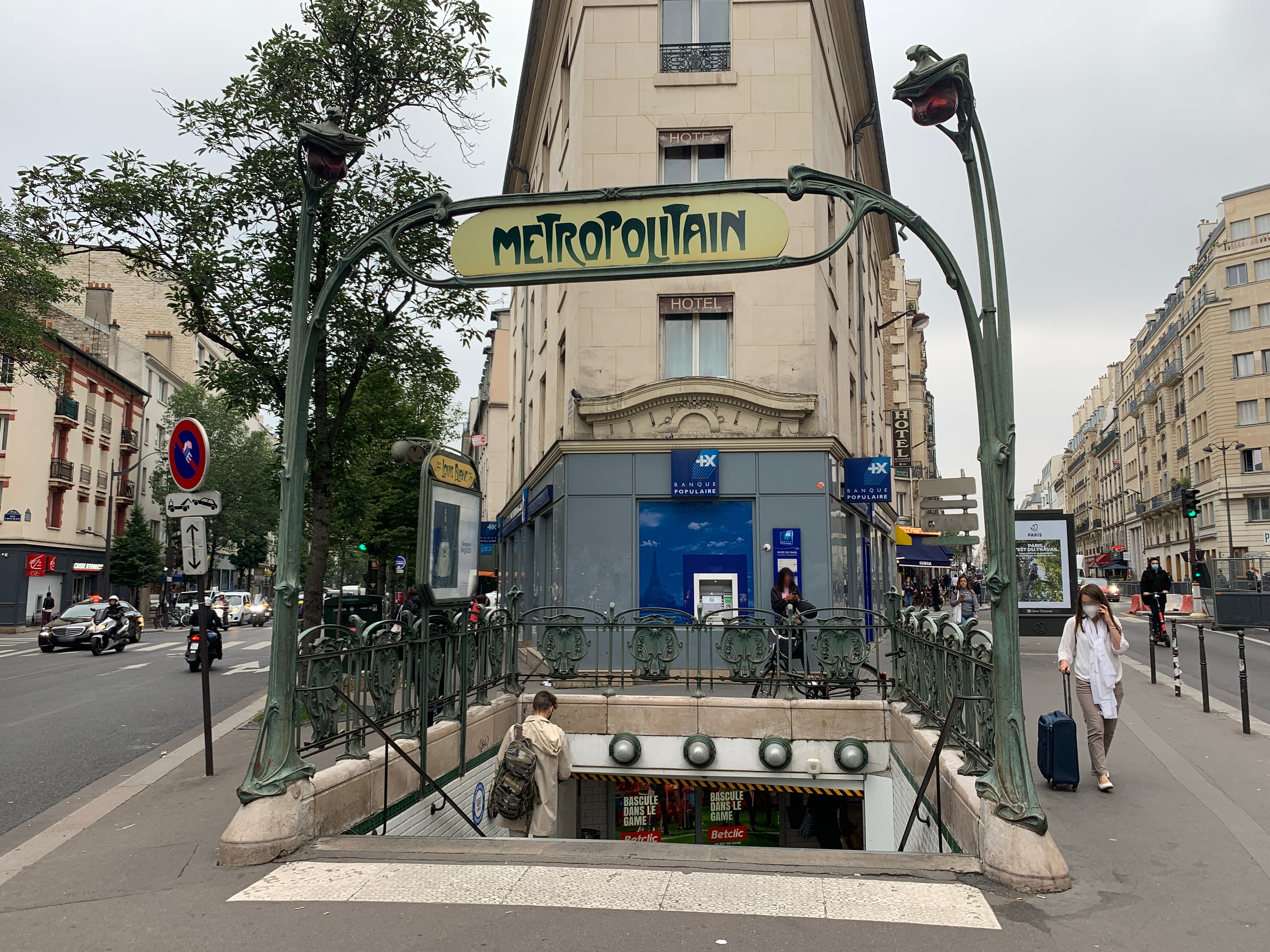
Accès de la station.

La station dispose d'un unique accès intitulé « Rue du Faubourg-Saint-Martin », débouchant à l'intersection de la rue La Fayette et de la rue du Faubourg-Saint-Martin, au droit du no 223 de cette dernière voie. Constitué d'un escalier fixe, il est orné d'un édicule Guimard, lequel fait l'objet d'une inscription au titre des monuments historiques par l'arrêté du 29 mai 1978, protection renouvelée le 12 février 2016.
Cas unique sur le réseau, les piédroits des couloirs d'accès et de la salle de distribution sont traités en carrelage blanc plat marié à des frises de céramique à losanges (de couleur verte en l'occurrence), celles-ci étant habituellement associées au carrelage blanc biseauté classique selon le style de la CMP d'origine.

### Quais

Les quais
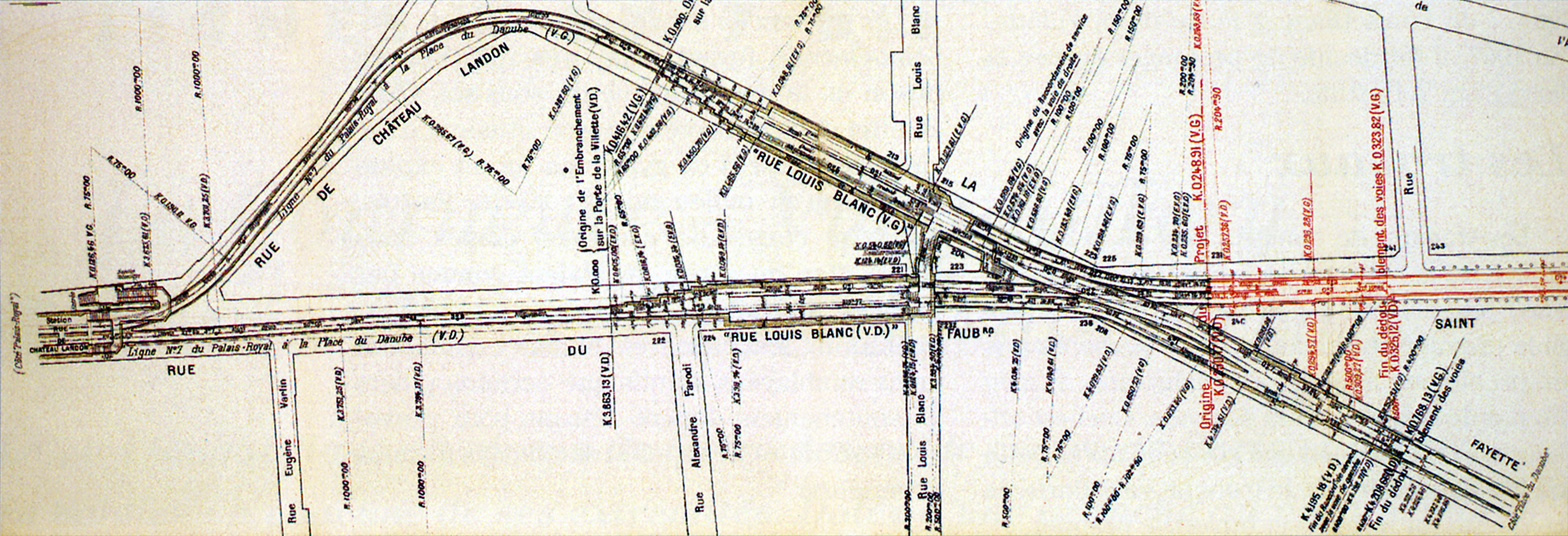
Schéma des voies et des quais de la station.
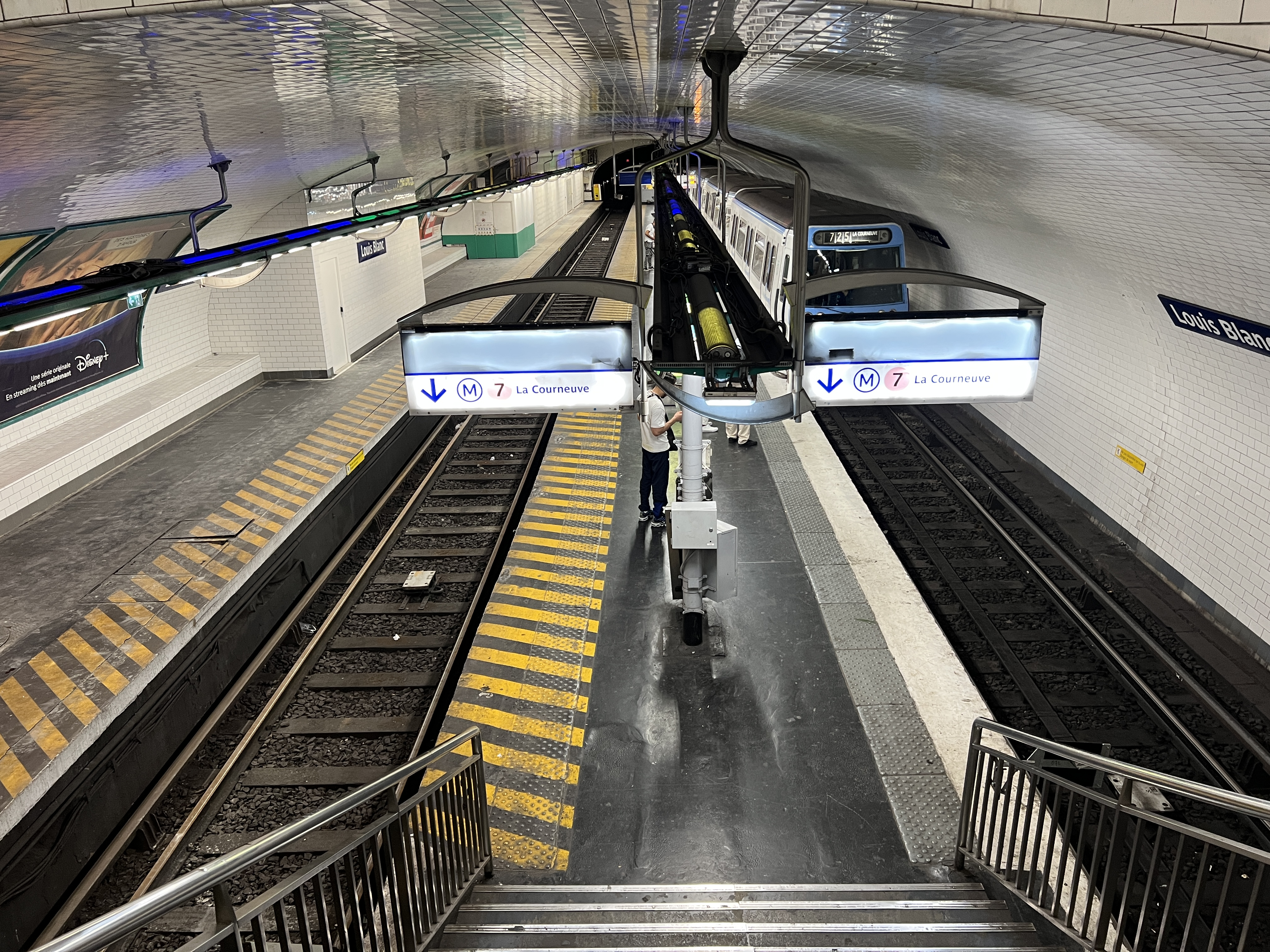
Quais de la ligne 7 en direction de La Courneuve.
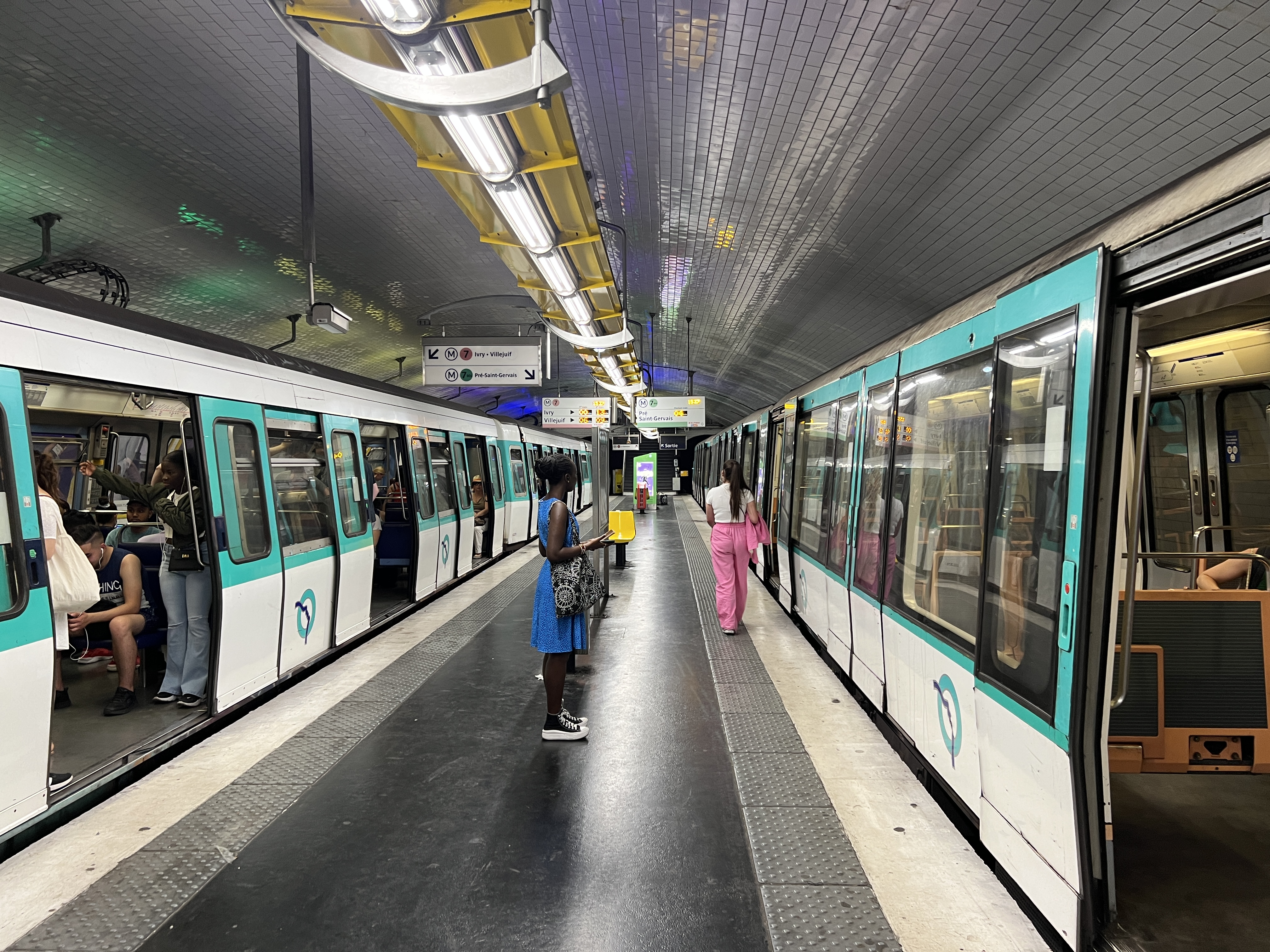
Quais des lignes 7 et 7bis.

Louis Blanc est constituée de deux stations souterraines construites à des niveaux différents : la moins profonde est surnommée la station supérieure, l'autre la station inférieure. Elles possèdent la même configuration particulière avec un quai latéral, dit « mort » du fait de sa non-utilisation, et un quai en îlot bordé de part et d'autre par les voies du métro. L'une des deux voies se trouve donc encadrée par les deux quais, tandis que l'autre longe le pied-droit. La station supérieure est desservie, depuis la voie centrale, par les rames de la ligne 7 circulant en direction de Mairie d'Ivry ou Villejuif - Louis Aragon et, depuis la voie latérale, par les trains de la ligne 7 bis en provenance ou à destination de Pré-Saint-Gervais, dont elle n'assurait auparavant que les arrivées. La station inférieure est desservie, depuis la voie latérale, par les rames de la ligne 7 vers La Courneuve - 8 Mai 1945, tandis que sa voie centrale, assurant antérieurement le départ des trains de la ligne 7 bis pour Pré-Saint-Gervais, n'est plus utilisée en service normal.
Les deux stations sont décorées dans le style « Ouï-dire », de couleur jaune pour la station supérieure et de couleur verte pour la station inférieure. Ainsi, les bandeaux d'éclairage supportés par des consoles courbes en forme de faux sont de couleur respectivement jaune et vert. L'éclairage direct est blanc tandis que l'éclairage indirect, projeté sur la voûte, est multicolore. Les carreaux en céramique blancs sont plats et recouvrent les pieds-droits, la voûte et le tympan, le local technique à l'extrémité occidentale de la station supérieure étant toutefois traité en carrelage blanc biseauté classique. Les cadres publicitaires sont en céramique demi-cylindrique de couleur jaune ou vert (assortis aux bandeaux d'éclairage), tandis que le nom de la station est inscrit sur des plaques émaillées avec la police de caractères Parisine pour la station supérieure, et en lettres capitales comme en typographie Parisine pour la station inférieure. Les sièges de style « Motte » sont de couleur jaune dans la station supérieure et gris dans la station inférieure.

### Intermodalité
La station est desservie par les lignes 26, 46 et 54 du réseau de bus RATP, et, la nuit, par les lignes N13, N41, N42 et N45 du réseau Noctilien.

## À proximité
- Conseil de prud'hommes
- Lycée Colbert
- Canal Saint-Martin
- Église Saint-Joseph-Artisan

## Projets
La station pourrait être concernée par un hypothétique prolongement de la ligne 7 bis à Château-Landon, en accompagnement de sa fusion avec la ligne 3 bis. Un profond remaniement des installations serait nécessaire, car leur disposition en fourche ne permet pas d'extension de la ligne 7 bis au-delà. Ce projet est inscrit dans le schéma directeur de la région Île-de-France (SDRIF) adopté par le conseil régional d'Île-de-France le 18 octobre 2013 et approuvé par décret après avis du Conseil d'État le 27 décembre 2013. En 2013, sa mise en service était envisagée après 2030. En 2017, la FNAUT Île-de-France fait une proposition alternative qui permettrait de relier la station à la gare de Magenta afin d'assurer la correspondance avec la ligne E du RER ainsi que la gare de Paris-Nord.